# Patrón (costura)

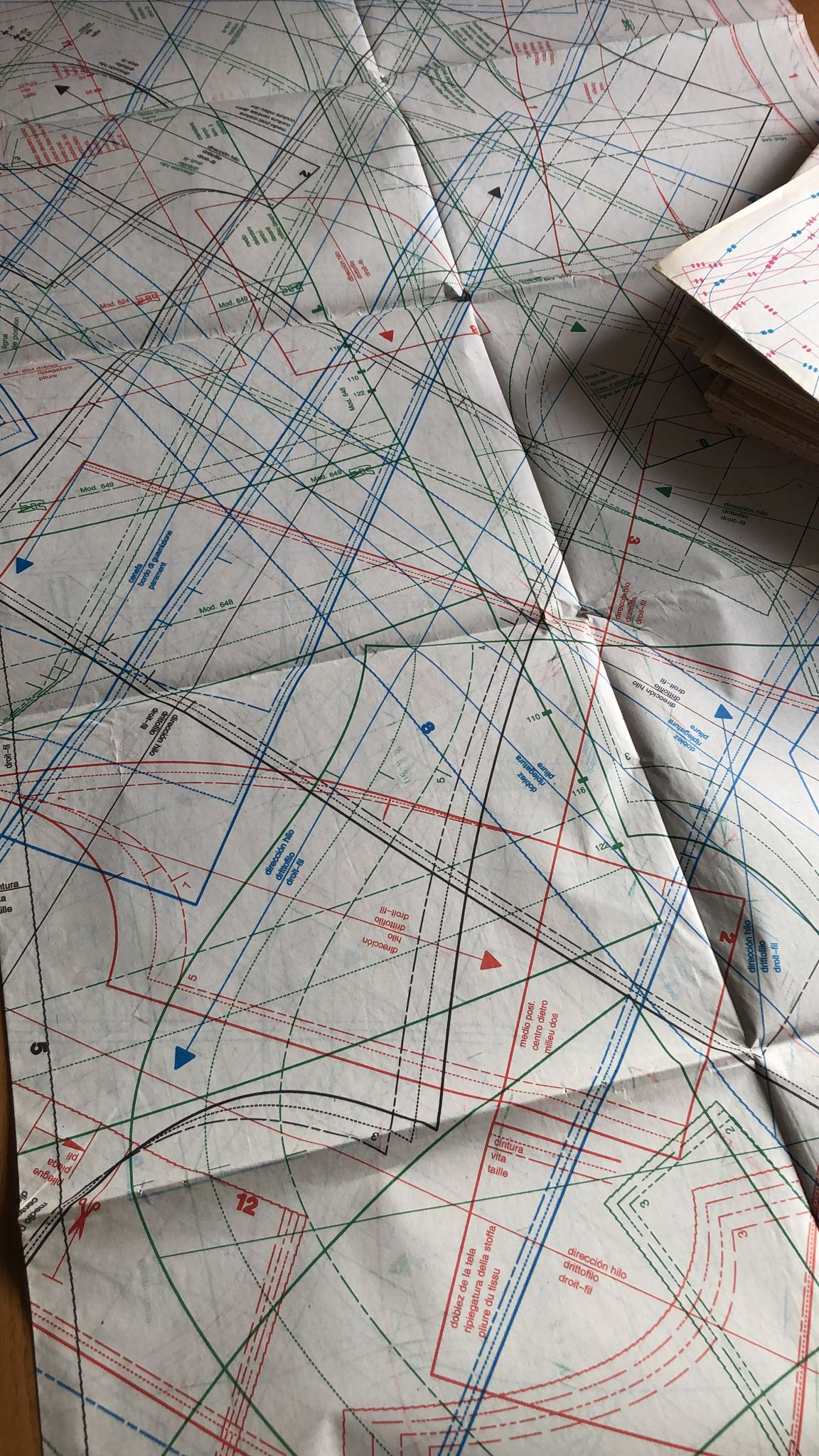
Detalle una hoja de papel de un patrón de costura

Un patrón o molde, en el ámbito del corte y confección, es una plantilla realizada en papel para ser copiada en el tejido y fabricar una prenda de vestir, cortando, armando y cosiendo las distintas piezas.
Se llama «patronaje» a la actividad de diseñar y adaptar patrones. «patronista» es el profesional que se dedica al patronaje.
En la industria de la moda también recibe el nombre de patrón la prenda original que realiza el diseñador de modas, a partir de la cual se copia el resto (cambiando tallas, materiales o detalles). 

## Patrones domésticos

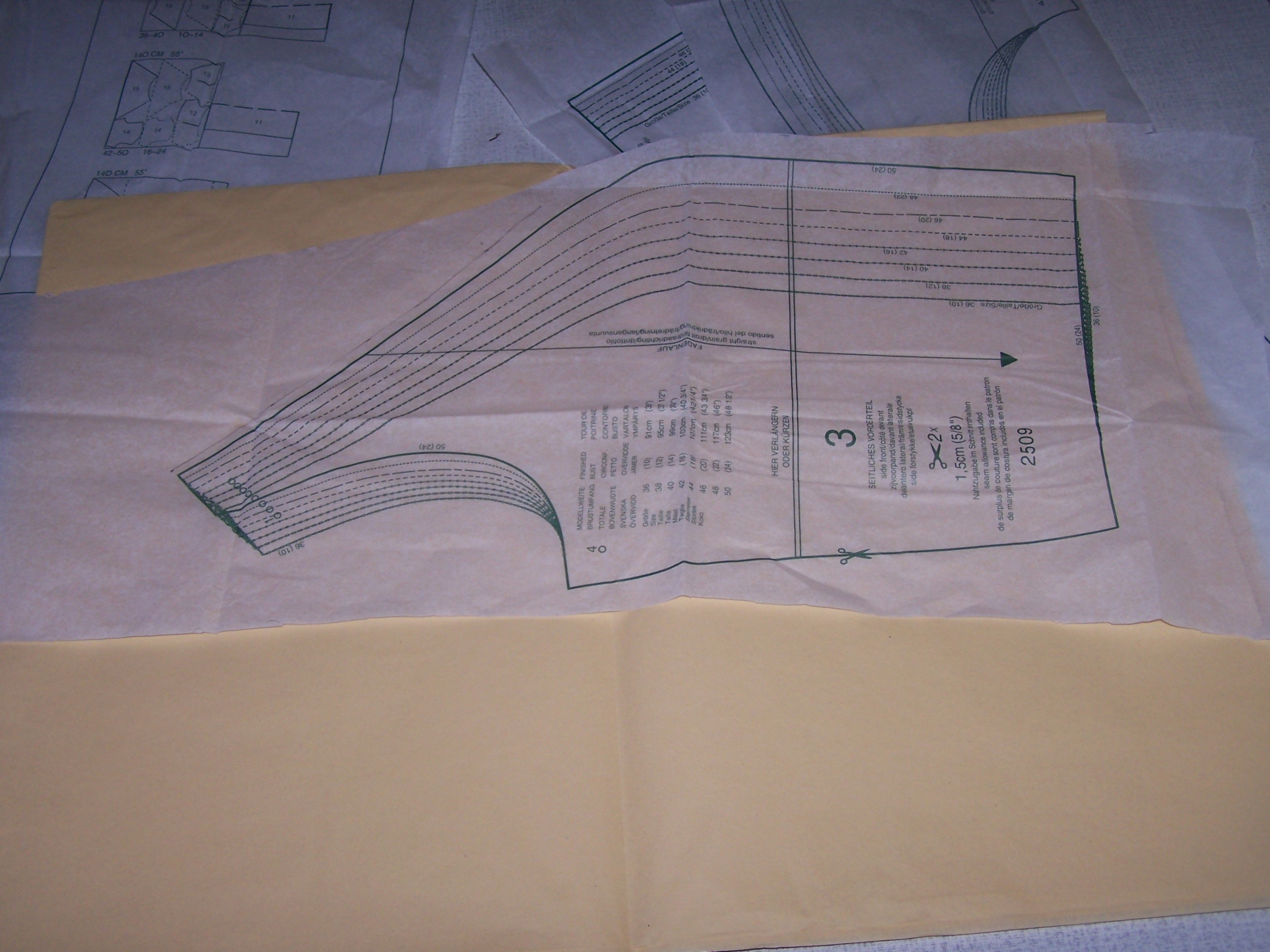
Patrón casero en papel con marcas para recortar en diferentes tallas.

Los patrones domésticos suelen ser de papel de seda, papel manila (un poco más grueso) o papel kraft (bastante más grueso) incluyen instrucciones de uso, sugerencias sobre la tela más apropiada y las posibles adaptaciones. Están disponibles en una amplia variedad de estilos, modelos, tallas, precios...

## Patrones industriales

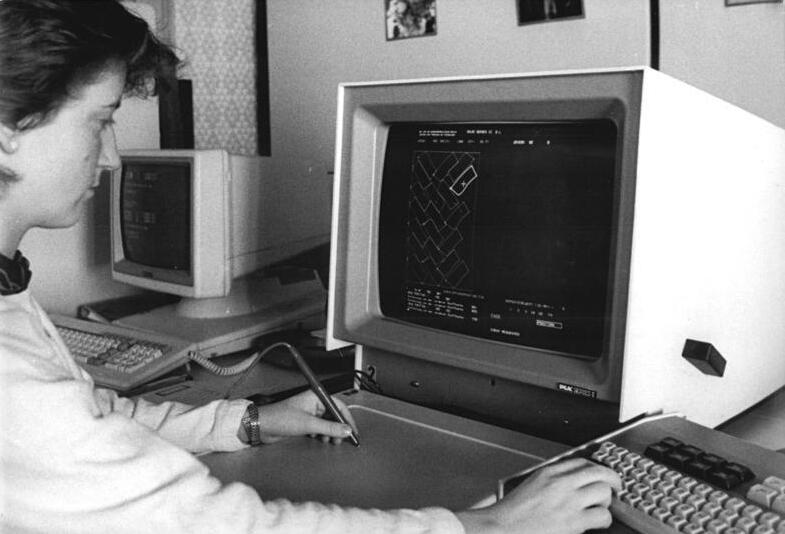
Diseño de un patrón industrial, utilizando CAD.

El diseño industrial de patrones comienza con un «borrador» (ya existente) que representa aproximadamente la idea del diseñador. El patrón se realiza en papel manila y se revisa. Se aplica a un tejido de prueba y se confecciona la prenda. Esta prenda se probará en una modelo o un maniquí para que la apruebe el diseñador.

A continuación se confecciona una pequeña tirada de esa prenda en el tejido definitivo y se presenta a los clientes potenciales, en general mayoristas. Cuando se evalúa positivamente el potencial de ventas de la prenda o pieza, se realiza el escalado, normalmente a través de programas CAD. La exactitud de las tallas, los contornos y las líneas de las costuras se examinan cuidadosamente; se corrigen los posibles errores y se procede a su producción industrial.
El corte de las distintas piezas que componen una prenda también se realiza con ayuda de una computadora. Después de la fabricación del modelo, si tiene éxito en el mercado, se guarda el patrón como posible  
«borrador» de futuros modelos. Hoy en día existen diferentes herramientas con las que poder crear patrones.